# بویزنبورگ
شهر بویزنبورگ در ایالت مکلنبورگ-فورپومرن در کشور آلمان واقع شده است.